# 붉은 황금
《붉은 황금》(페르시아어: طلای سرخ)은 2003년 제작된 이란의 드라마 영화이다. 자파르 파나히가 감독을, 아바스 키아로스타미가 각본을 맡았다.

## 출연

### 주연
- 호사인 에마데딘
- 카미야 쉐이시

### 조연
- 메란 라자비